# Município Calandula
Município Calandula är en kommun i Angola.   Den ligger i provinsen Malanje, i den nordvästra delen av landet, 300 km öster om huvudstaden Luanda.
I omgivningarna runt Município Calandula växer huvudsakligen savannskog. Runt Município Calandula är det glesbefolkat, med 15 invånare per kvadratkilometer.